# Kabinett Sall IV

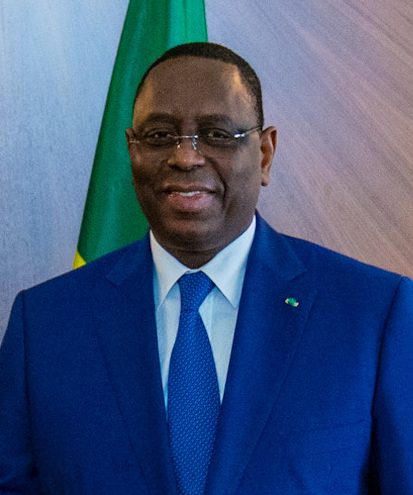
Präsident und Regierungschef Macky Sall

Das Kabinett Sall IV wurde am 1. November 2020 als Regierung Senegals gebildet. Es löste das Kabinett Sall III ab, das ab 14. Mai 2019 amtierte. Da das Amt des Premierministers abgeschafft war, war der Präsident der Republik Macky Sall zugleich Regierungschef.
Das Kabinett Sall IV bestand aus 33 Ministern und vier Staatssekretären. Dem Kabinett gehörten acht Frauen an, sieben Ministerinnen und eine Staatssekretärin, namentlich die Außenministerin Aïssata Tall Sall. 15 Minister und zwei Staatssekretäre waren Mitglieder der von dem Präsidenten gegründeten Partei APR, acht Minister gehörten zu den mit ihr verbündeten Parteien AFP, PS und Rewmi. Sieben Minister und zwei Staatssekretäre waren parteiunabhängig, darunter der Verteidigungsminister, der Innenminister und der Justizminister. Drei Minister kamen von Oppositionsparteien.
Am 17. September 2022 wurde das Kabinett entlassen, wenige Tage nach der von Tumulten begleiteten Konstituierung der neugewählten Nationalversammlung am 12. September 2022, in der die den Staatspräsidenten unterstützende Koalition Unis par l'espoir die absolute Mehrheit der Mandate um einen Sitz verfehlte und auf Zusammenarbeit mit Abgeordneten der anderen Gruppierungen angewiesen sein würde. Zugleich sollte, wie seit acht Monaten erwartet, das Amt des Premierministers wieder eingeführt werden. Seine Ernennung wurde für den 17. September angekündigt.